# Dirty Deeds Done Dirt Cheap
| 평가 점수                     | 평가 점수 |
| 출처                          | 점수      |
| ----------------------------- | --------- |
| Allmusic                      | [ 1 ]     |
| Blender                       | [ 2 ]     |
| Rolling Stone                 | [ 3 ]     |
| Robert Christgau              | C+        |
| Classic Rock                  | [ 5 ]     |
| Spin Alternative Record Guide | 6/10      |
| Encyclopedia of Popular Music | [ 7 ]     |

《Dirty Deeds Done Dirt Cheap》는 오스트레일리아의 하드 록 밴드 AC/DC의 세 번째 스튜디오 음반으로, 1976년에 유럽, 오스트레일리아, 뉴질랜드에서만 처음 발매되었다. 이 음반은 보컬리스트 본 스콧이 사망한 지 1년이 넘은 1981년에야 미국에서 발매되었다. 또한 AC/DC가 전체 트랙을 같은 멤버 구성으로 녹음한 첫 번째 음반으로, 이전까지는 최소 한 곡 이상 다른 베이시스트나 드러머와 함께 녹음된 곡이 포함되곤 했다.

## 배경
AC/DC는 1975년 12월, 앨버트 스튜디오에서 해리 반다와 조지 영 (기타리스트 맬컴과 앵거스의 형)이 제작하는 《Dirty Deeds Done Dirt Cheap》을 녹음하기 시작했다. 지난 4월, 밴드는 〈It's a Long Way to the Top (If You Wanna Rock 'n' Roll)〉이 싱글로 발매된 영국 투어 첫 무대를 밟았다. 《AC/DC: Maximum Rock & Roll》에 따르면, 밴드와 영은 예정된 EP를 위해 영국으로 가서 밴드와 함께 여러 곡을 녹음했는데, 결국 폐기되었다. 이 곡들 중 하나인 〈Love at First Feel〉은 국제적인 《Dirty Deeds Done Dirt Cheap》 발매에 맞춰 공개되었고 다른 곡인 〈Carry Me Home〉과 〈Dirty Eyes〉는 공개되지 않은 채로 남았고, 후자는 1977년 《Let There Be Rock》에 〈Whole Lotta Rosie〉로 다시 작업되었다. 마스커너 스튜디오에서는 〈I'm a Rebel〉라는 제목의 노래가 녹음됐으며 앵거스와 맬컴 영의 형인 알렉스 영이 작곡한 음악과 가사도 녹음됐다. 이 노래는 AC/DC에 의해 발매된 적이 없으며 앨버트 프로덕션의 금고에 남아있다. 독일 밴드 억셉트는 후에 싱글로 발매하였고 이 곡의 이름을 따서 두 번째 음반의 이름을 지었다. 1976년 5월에 미국에서 《High Voltage》이 발매되었다. 하지만, 비자 문제와 미국의 무관심인 애틀랜틱 레코드 레이블로 인해, 밴드는 그들의 세 번째 음반을 끝내기 위해 오스트레일리아로 돌아왔다.
또한 《AC/DC: Maximum Rock & Roll》에 따르면, 몇 년 후 스티븐 킹은 영화 《맥시멈 오버드라이브》의 사운드트랙 작업을 AC/DC에게 설득했는데, 그는 이를 위해 〈Ain't No Fun〉을 턴테이블에 올려놓고 노래의 모든 가사를 한 줄 한 줄 따라 부르며 자신이 AC/DC 음악의 열렬한 팬임을 증명했다고 한다. 사운드트랙은 《Who Made Who》라는 음반으로 발매되었다.
국제판 커버 아트에 등장한 모텔은 로스앤젤레스 선셋 블러바드 6826번지에 위치했던 임페리얼 400 모텔이었다. 이 모텔은 1982년에 문을 닫았으며, 이후 여러 차례 소유주가 바뀌었다.

## 구성
타이틀곡은 밴드의 가장 유명한 곡 중 하나가 될 것이다. 이 해설자는 1960년대(그 다음 로터리 다이얼 또는 키패드에서 FM으로 변환된 FM 2436 - 36으로 올바르게 포맷됨) 오스트레일리아의 실제 전화번호인 36-24-36번으로 전화를 걸거나 그의 집으로 찾아가 문제를 경험하는 사람들을 초대하는데, 그 때 그는 이 문제를 해결하기 위해 다양한 불미스러운 행동을 할 것이다. 그가 도움을 주는 상황에는 음란한 고등학교 교장들과 관련된 사람들, 그리고 그들의 파트너에게 간통하거나 끈질기게 트집을 잡는 다른 중요한 사람들이 포함된다. "Dirty Deeds Done Dirt Cheap(아주 간단히 이루어지는 지독한 짓거리)"라는 용어는 앵거스가 어렸을 때 관람한 만화 《비니와 세실》에 대한 경의를 표하는 말이다. 이 만화의 등장인물 중 한 명은 부정직한 존이라고 이름 붙여졌고, 명함을 들고 다녔다. "Dirty deeds done dirt cheap. Special rates for Sundays and holidays.(아주 간단히 이루어지는 지독한 짓거리. 일요일과 공휴일 특별요금.)" 《Live on Donington》 DVD에서 맬컴과 앵거스는 음반의 컨셉은 험프리 보가트의 미스터리 시나리오로 기초를 두는 것이라고 설명했다. 이 또한 작가 데이브 루빈이 자신의 저서 《Inside Rock Guitar: Four Decades of the Greatest Electric Rock Guitarists》에서 보가트의 영화가 음반의 기본이 되었다고 밝힌 바 있다.
1981년 미국에서 음반이 발매된 후 일리노이주 리버티빌의 노먼과 메릴린 화이트는 레이크군에 애틀랜틱 레코드와 배급사를 상대로 25만 달러의 소송을 제기했는데, 이는 그들의 전화번호가 곡에 포함되어 수백 통의 장난 전화가 걸려왔다고 주장했기 때문이다. 그들의 변호사는 《시카고 트리뷴》에 이 곡의 36-24-36자리 숫자 뒤에 그의 고객들에게 어떤 소리가 "8"자처럼 들렸으며, 따라서 이 커플의 전화번호를 만들었다고 말했다.

## 곡 목록
모든 곡들은 앵거스 영과 맬컴 영 그리고 본 스콧에 의해 작사/작곡하였다.

### 오스트레일리아
| #  | 제목                                                  | 재생 시간 |
| -- | ----------------------------------------------------- | --------- |
| 1. | 〈Dirty Deeds Done Dirt Cheap〉                       | 4:12      |
| 2. | 〈Ain't No Fun (Waiting 'Round to Be a Millionaire)〉 | 7:31      |
| 3. | 〈There's Gonna Be Some Rockin'〉                     | 3:18      |
| 4. | 〈Problem Child〉                                     | 5:47      |

| #  | 제목                       | 재생 시간 |
| -- | -------------------------- | --------- |
| 1. | 〈Squealer〉               | 5:15      |
| 2. | 〈Big Balls〉              | 2:38      |
| 3. | 〈R.I.P. (Rock in Peace)〉 | 3:35      |
| 4. | 〈Ride On〉                | 5:54      |
| 5. | 〈Jailbreak〉              | 4:41      |

### 국제
| #  | 제목                            | 재생 시간 |
| -- | ------------------------------- | --------- |
| 1. | 〈Dirty Deeds Done Dirt Cheap〉 | 3:52      |
| 2. | 〈Love at First Feel〉          | 3:13      |
| 3. | 〈Big Balls〉                   | 2:38      |
| 4. | 〈Rocker〉                      | 2:52      |
| 5. | 〈Problem Child〉               | 5:47      |

| #  | 제목                                                  | 재생 시간 |
| -- | ----------------------------------------------------- | --------- |
| 1. | 〈There's Gonna Be Some Rockin'〉                     | 3:18      |
| 2. | 〈Ain't No Fun (Waiting 'Round to Be a Millionaire)〉 | 6:58      |
| 3. | 〈Ride On〉                                           | 5:54      |
| 4. | 〈Squealer〉                                          | 5:15      |

## 인증
| 국가                                                                                         | 인증        | 판매량/출하량 |
| -------------------------------------------------------------------------------------------- | ----------- | ------------- |
| 오스트레일리아 (ARIA) Australian release                                                     | 6× 플래티넘 | 420,000^      |
| 캐나다 (뮤직 캐나다)                                                                         | 2× 플래티넘 | 200,000       |
| 독일 (BVMI)                                                                                  | 플래티넘    | 500,000^      |
| 뉴질랜드 (RMNZ)                                                                              | 골드        | 7,500         |
| 스페인 (PROMUSICAE)                                                                          | 골드        | 50,000^       |
| 스위스 (IFPI 스위스)                                                                         | 골드        | 25,000^       |
| 영국 (BPI)                                                                                   | 골드        | 100,000*      |
| 미국 (RIAA)                                                                                  | 7× 플래티넘 | 7,000,000     |
| 유고슬라비아                                                                                 | —           | 69,562        |
| *판매량을 기반으로 한 인증 · ^출하량을 기반으로 한 인증 · 판매량+스트리밍을 기반으로 한 인증 |             |               |